# Club de Deportes Iquique
El Club de Deportes Iquique S.A.D.P., és un club de futbol xile de la ciutat d'Iquique.

## Història

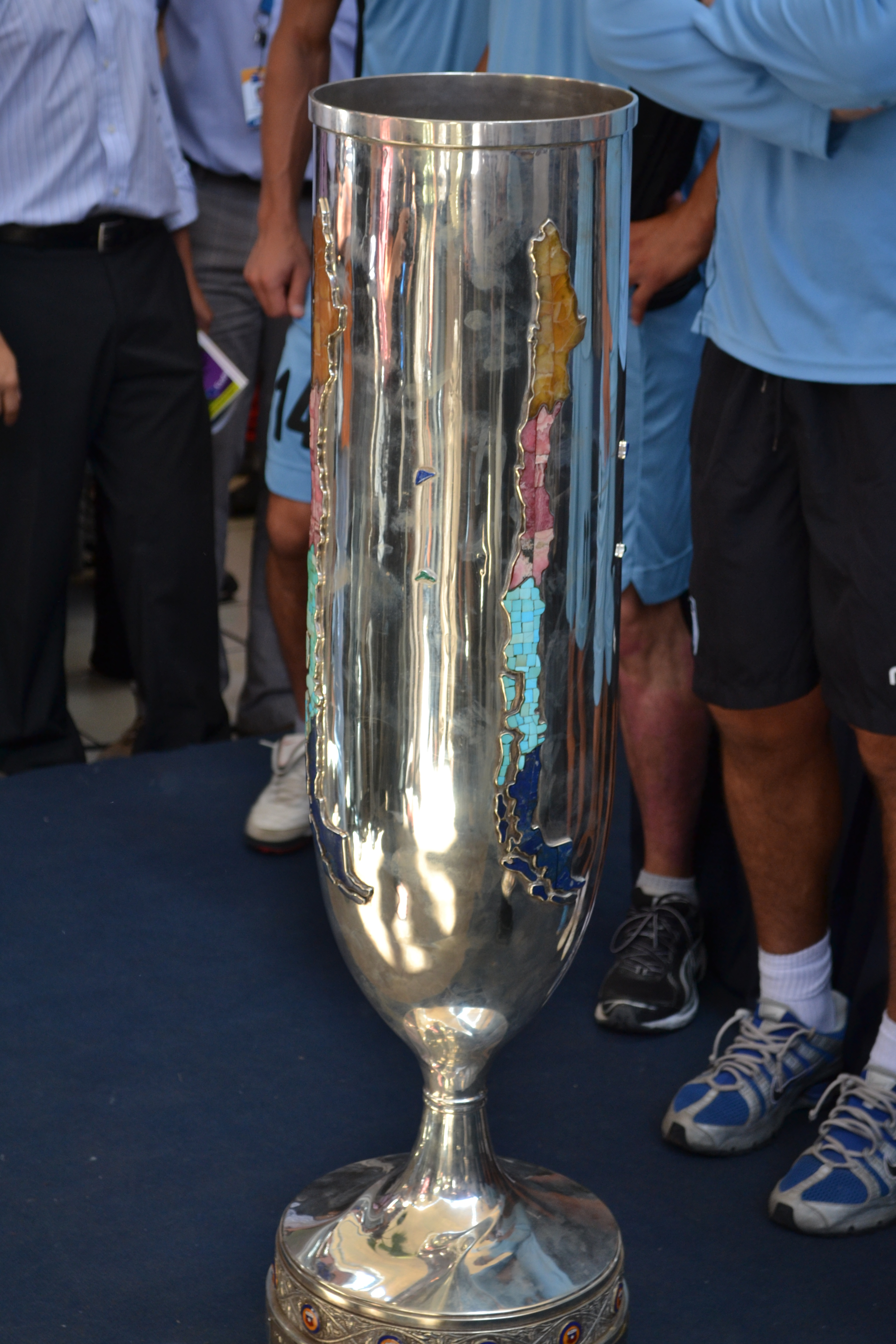
Copa del 2010 guanyada pel club.

El club va ser fundat el 21 de maig de 1978 per la fusió de Cavancha i Estrella de Chile. La temporada següent guanyà la segona divisió i ascendí per primer cop a primera divisió.
En el seu palmarès destaquen tres títols de la Copa Chile els anys 1980, 2010 i 2013-14.
Manté una forta rivalitat amb el club San Marcos de Arica.

## Palmarès
- Segona divisió xilena de futbol: 
  - 1979, 1997-C, 2010

- Tercera divisió xilena de futbol: 
  - 2006

- Copa xilena de futbol: 
  - 1980, 2010, 2013-14